# عبد العزيز الدوسري (لاعب كرة قدم مواليد 1988)
عبد العزيز سعود اللحدان الدوسري من مواليد المنطقة الشرقية مدينة الدمام في 11 أكتوبر 1988 .
وهو لاعب كرة القدم سعودي، ويمثل المنتخب السعودي الأول منذ عام 2010 وقد شارك في كأس آسيا 2011 مع المنتخب. وكان عبد العزيز أحد أفضل لاعبي المنتخب السعودي للشباب في كأس آسيا 2008 عندما وصل المنتخب لدور الـ 16 قبل أن يخرج من المنتخب الإماراتي ويضيع حلم المشاركة في كأس العالم للشباب 2009 م. لم يسبق لأي من ألعاب «فيفا» المختلفة أن حملت صورة أي لاعب عربي، إلا أن ظهور الدوسري على غلاف «فيفا 13» يأتي بعد زيادة الاهتمام بالجمهور العربي من قبل فيفا التي تطورها شركة EA والتي استطاعت بنسختها السابقة فيفا 2012 اكتساح المبيعات حول العالم وفي الوطن العربي بحسب الأرقام التي أعلنتها ولذلك يصبح أول لاعب عربي وسعودي يوضع على غلاف لعبة «فيفا 13» من شركة EA عبر تاريخها الطويل.

غلاف لعبة فيفا 13 نسخة الشرق الاوسط ويظهر بها اللاعب السعودي عبدالعزيز الدوسري (يسار).

## نادي القادسية
أعاره الهلال إلى نادي القادسية مطلع عام 2018 .

## نادي الفيصلي
بعد انتهاء عقده مع الهلال وقع عبد العزيز الدوسري عقد مع نادي الفيصلي لمدة موسم في صيف 2019 .

## نادي النصر
بعد تألقه مع نادي الفيصلي فسخ عقده معهم ووقع مع نادي النصر عقد لمدة موسم ونصف مطلع عام 2020 وحقق مع نادي النصر بطولة كأس السوبر السعودي عام 2020 و 2021.

## أنجازاته مع الهلال
- الدوري السعودي الممتاز: 3

```
2009-2010، 2010-2011
،2016-2017
```

- كأس ولي العهد السعودي: 6

2008-2009، 2009-2010، 2010-2011 ,2011-2012 2012-2013، 2015-2016
- كأس الملك السعودي: 1

2014-2015
- كأس السوبر السعودي: 1

2014-2015

## أنجازته مع النصر
كأس السوبر السعودي
2020 . 2021

## أنجازته الشخصية
- أفضل لاعب هلالي واعد 2011
- أفضل لاعب سعودي صاعد 2007/2008

## الرقم 11
أهداه اللاعب نواف التمياط رقمه بعد اعتزاله.

## وصلات خارجية
- عبد العزيز الدوسري على موقع قاعدة بيانات كرة القدم.إي يو (الإنجليزية)
- عبد العزيز الدوسري على موقع ناشيونال فوتبول تيمز (الإنجليزية)
- عبد العزيز الدوسري على موقع Soccerway.com (الإنجليزية)
- عبد العزيز الدوسري على موقع عالم كرة القدم.نت (الإنجليزية)

- المنتدى الرسمي لللاعب عبد العزيز الدوسري